# 麥克利里冰川
79°33′S 156°50′E / 79.550°S 156.833°E
麥克利里冰川（英語：McCleary Glacier）是南極洲的冰川，位於奧次地，全長20公里，最終在滕塔克爾嶺以西注入達爾文冰川，美國地質調查局根據測量和該國海軍的空中照片繪入地圖，現時由南極條約體系管理。